# 리카르도 비야
리카르도 훌리오 "리키" 비야(스페인어: Ricardo Julio "Ricky" Villa, 1952년 8월 18일 ~ )는 은퇴한 아르헨티나의 축구 선수이다. 포지션은 미드필더였다. 1978년 FIFA 월드컵 우승 멤버이다.
그는 킬메스 AC에서 데뷔했고, 산마르틴 투쿠만, 아틀레티코 투쿠만과 라싱 클루브에서 뛰었다. 1978년에는 오스발도 아르딜레스와 함께 토트넘 홋스퍼 FC에 입단했고, 아르헨티나 축구 국가대표팀에도 뽑혔다. 그는 토트넘에서 많은 활약을 보여주었다. 데뷔전에서 골을 넣었고, 1981년 풋볼 리그 컵에서 맨체스터 시티 FC를 꺾고 우승을 차지한 경기에서 골을 넣기도 했다. 오늘날까지도 토트넘 팬들은 수염이 많은 그를 체 게바라에 비유한 옷을 입고 다닌다. 비야와 아르딜레스는 후에 토트넘 홋스퍼 명예의 전당에 올랐다.
그는 후에 미국과 콜롬비아에서 뛰었고, 데펜사 이 후스티시아에서 은퇴했다. 2005년 7월부터 타예레스의 기술 이사로 있고, 비야 카를로스 파스에서 아내와 4명의 자녀들과 함께 살고 있다.